# Jerzy Wiktorowski
Jerzy Wiktorowski (ur. w 1939) – polski lekkoatleta, dyskobol.
Brązowy medalista mistrzostw Polski (1961). Reprezentował Warszawiankę.

## Rekordy życiowe
- Rzut dyskiem – 49,96 (1964)[2]